# STRADA
STRADA  (Swedish TRaffic Accident Data Acquisition) är Transportstyrelsens informationssystem om skadade och olyckor i vägtransportsystemet som sedan 2003 används för den officiella olycksstatistiken i Sverige.
Under perioden 1999-2002 var olycksrapporteringssystemet STRADA en försöksverksamhet under utveckling. Dessa år riktades fokus på inregistreringsmetoder och utbildning av poliser och sjukvårdspersonal för att säkerställa ett så tillförlitligt system som möjligt efter år 2003.
I STRADA:s register samlas numera data om vägtrafikolyckor både från polis och från akutsjukhus. I andra länder redovisas enbart statistik från polisen. Så skedde även i Sverige fram till år 2003. Därefter började större delen av Sveriges akutsjukhus rapportera in uppgifter om olyckor i vägtrafiken till informationssystemet. Det gjorde STRADA till ett världsunikt register. Att även sjukhusrapporter tas med i beräkningarna betyder att statistiken blir mer informativ eftersom den tar upp både olyckans art samt vilka skador trafikanterna fick under olyckan. Syftet med registret är att enklare kunna upptäcka  var i vägnätet resurser ska satsas för att minska trafikrelaterade olyckor och skador.